# Synema zonatum
Synema zonatum es una especie de araña cangrejo del género Synema, familia Thomisidae, orden Araneae.

## Distribución
Esta especie se encuentra en China.

## Taxonomía
Fue descrita por Tang & Song en 1988.
Tratamiento taxonómico
La especie aparece registrada y publicada en On new species of the family Thomisidae from China (Arachnida: Araneae). Acta Zootaxonomica Sinica 13: 245–260.